# Rhinocypha colorata
Rhinocypha colorata – gatunek ważki z rodziny Chlorocyphidae.